# Xemeneia de la pista d'atletisme de les Bòbiles
La Xemeneia de la pista d'atletisme de les Bòbiles és una obra del municipi de Gavà (Baix Llobregat) inclosa en l'Inventari del Patrimoni Arquitectònic de Catalunya.

## Descripció
És una xemeneia situada enmig de les grades de l'Estadi de la Bòbila, exemple de les antigues adoberies. Es tracta d'una estructura troncopiramidal, de secció quadrada, construïda amb maó. Al llarg de tot el cos no presenta cap mena de decoració, sols en el coronament, on s'hi emplacen diferents motllures.